# Lijst van burgemeesters van Schoorl
Dit is een lijst van burgemeesters van de voormalige Nederlandse gemeente Schoorl in de provincie Noord-Holland, totdat de gemeente per 1 januari 2001 opging in de gemeente Bergen.
| Ambtsperiode | Naam burgemeester                    | Partij of stroming | Bijzonderheden                                                         |
| ------------ | ------------------------------------ | ------------------ | ---------------------------------------------------------------------- |
| ??           | ??                                   |                    |                                                                        |
| 1817 - 1840  | Johannes (J.) Peeck                  |                    |                                                                        |
| 1840 - 1850  | Cornelis (C.) Gutker                 |                    |                                                                        |
| 1850 - 1896  | J.C. Peeck                           |                    |                                                                        |
| 1896 - 1900  | J.A. Peeck                           |                    |                                                                        |
| 1900 - 1924  | A.J. Peeck                           |                    | Was broer van zijn voorganger                                          |
| 1924 - 1945  | Schotto (S.G.L.F.) baron van Fridagh |                    | Eerder burgemeester van Limmen, Spaarndam en Geldermalsen.             |
| 1945 - 1946  | G.J. Lovink                          |                    | Waarnemend. Eerder burgemeester van Anna Paulowna.                     |
| 1946 - 1955  | C.A.J. Jochems                       |                    |                                                                        |
| 1955 - 1968  | Ko (J.H.) Bergh                      | PvdA               | Eerder burgemeester van Jisp. Later van Epe en Dodewaard (waarnemend). |
| 1969 - 1975  | Albert Willem (A.W.) Stronkhorst     | PvdA               | Eerder burgemeester van Sappemeer en Zuidhorn.                         |
| 1975 - 1991  | Cor (C.) Bernard                     | PvdA               | Eerder burgemeester van Kantens en Usquert.                            |
| 1991 - 2001  | Lambert (L.H.M.) Quant               | PvdA               |                                                                        |

## Naslagwerk
- Goettsch, R.P., Schoorl, een mooi en rustig dorp met een rijk verleden, Alkmaar, 1968.